# Clux
Clux is een voormalige gemeente in het Franse departement Saône-et-Loire in de regio Bourgogne-Franche-Comté en telt 108 inwoners (2009). De plaats maakt deel uit van het arrondissement Chalon-sur-Saône.
Tot 1 januari 2015 was Clux een zelfstandige gemeente. Op die datum werd het met La Villeneuve samengevoegd tot de nieuwe fusiegemeente Clux-Villeneuve.

## Geografie
De oppervlakte van Clux bedraagt 8,4 km², de bevolkingsdichtheid is dus 12,9 inwoners per km².
De onderstaande kaart toont de ligging van Clux met de belangrijkste infrastructuur en aangrenzende gemeenten.

## Demografie
Onderstaande figuur toont het verloop van het inwonertal (bron: INSEE-tellingen).